# لين إلمور
لين إلمور (بالإنجليزية: Len Elmore)‏ مواليد 28 مارس 1952 في نيويورك، هو لاعب كرة سلة أمريكي معتزل بدأ مسيرته الاحترافية في سنة 1974. تم اختياره من قبل فريق واشنطن ويزاردز خلال الدرافت. يبلغ طوله 6 قدم 9 بوصة (2.1 م). اعتزل اللعب في 1984. أحرز خلال مسيرته في الإن بي إيه 3948 نقطة بمعدل 6.0 نقاط في المباراة الواحدة.

## المسيرة الاحترافية
لعب مع إنديانا بايسرز في سنة 1979، ثم لعب مع سكرامنتو كينغز في موسم 1979–1980، ثم لعب مع ميلووكي باكز في موسم 1980–1981، ثم لعب مع بروكلين نتس من سنة 1981 إلى 1983، ثم لعب مع نيويورك نيكس في موسم 1983–1984.

## روابط خارجية
- لين إلمور على موقع IMDb (الإنجليزية)
- لين إلمور على موقع قاعدة بيانات الفيلم (الإنجليزية)
- لين إلمور على موقع إن بي أي (الإنجليزية)
- لين إلمور على موقع سبورتس رفرنس (الإنجليزية)
- لين إلمور على موقع كلية كرة السلة في سبورتس رفرنس.كوم (الإنجليزية)
- لين إلمور على موقع ريلجم (الإنجليزية)
- لين إلمور على موقع بروبوليرز (الإنجليزية)